# Zunft zu Gerbern
E. E. Zunft zu Gerbern ist eine öffentlich-rechtliche Korporation der Stadt Basel und eine der zahlreichen Basler Handwerkerzünfte. Sie ist die historische Vereinigung der Gerber, steht heute aber allen Berufsständen offen. Lange Zeit war sie mit der Zunft zu Schuhmachern als sogenannte Doppelzunft verbunden.

## Geschichte
Zunftgeschichte
Die ersten Basler Zünfte wurden 13. Jahrhundert gegründet und waren damals Gewerbe- oder Handwerksvereinigungen, z. B. Schmiede, Schuhmacher, Brotbäcker, Schneider, Kürschner, Gerber usw. Früher traten Gerber und Schuhmacher als sogenannte Doppelzunft gemeinsam auf. Allerdings gab es so viele Streitigkeiten, dass beider Zünfte schliesslich getrennt wurden.
Die Gerber siedelten sich rund um die Birsig und den Rümelinbach an, denn die Felle mussten im ersten Arbeitsschritt ordentlich gewässert werden. Daher stammt auch der Ausdruck, "dass einem die Felle nicht davon schwimmen". Die Gerber hatten ihre Arbeitsstätten hauptsächlich auf der linken Seite des Birsig; bereits 1291 wird die "Gerwerstraze" erwähnt. 1333 auch ein Haus "under den obern Gerwern". 1294 wird die "Gerberlaube" am Gerberberg erstmals urkundlich belegt. Die Liegenschaft lag in der Nähe des Richtbrunnens am Richtplatz, bei der heutigen Einmündung des Gerberbergs in der Gerbergasse.
1358 mussten die verschuldeten Gerber ihr Zunfthaus für 110 Pfund Stebler an den Wechsler Heinrich Sevogel verkaufen, der dieses der Zunft als Erbe für 4 Pfund gewöhnlicher Basler Pfennige und 5 Schillinge zu Ehrschatz wieder vermietete. Die erste erhalte Urkunde der Gerberzunft stammt aus dem Jahre 1368. Die Korrektion der zu engen Gerbergasse besiegelte 1874 das Schicksal des Zunfthauses; es wurde für 45'000 Franken vom Staat übernommen und zusammen mit den nachbarlichen Zunfthäusern zu Gartnern und zu Schneidern abgebrochen. Fast 80 Jahre lang war die Zunft darauf heimatlos, ab 1877 war das "Mueshus" in der Spalenvorstadt 14 der Versammlungsort des Zunftvorstandes. Seit 1951 hat die E. Zunft zu Gerbern wieder eine Zunftstube, die sich im ersten Stock des Restaurants Löwenzorn am Gämsberg und damit wenigstens in der Nähe des ehemaligen Wirkungsortes der Gerber befindet.
Basler Leder war ein begehrter Exportartikel und die Gerberzunft erlebte ihre Blütezeit im 16. und 17. Jahrhundert. Die findigen Gerber kauften ihr Rohmaterial en gros ein und errichteten eigene Gerbereien für die Zunftmitglieder. Um die Mitte des 17. Jahrhunderts siedelten sich die Gerber auch im Kleinbasel an, in der Gegend der Ochsengasse, der Utengasse und der Rheingasse. Ihre Häute wässerten sie im mittleren Teil des Riehenteichs und liessen dabei die Abfälle dem Rhein zufliessen. Später hatten die Gerber unter Import- und Exportbeschränkungen zu leiden und ihre Zahl ging stark zurück. Das Handwerk der Gerber erlosch in Basel mit der Schliessung der Raillard'schen Gerberei im Jahre 1910. Diese befand sich während fast 100 Jahren im Kleinbasel an der Rheingasse.

## Anmerkung
1. ↑  E.E. steht für Eine Ehren